# Esther Shiner Stadium

Esther Shiner Stadium es una instalación de deportes al aire libre de usos múltiples en Toronto, Ontario, Canadá. Está ubicado en la antigua ciudad de North York, en la esquina noroeste de Bathurst Street y Finch Avenue West. 
Su capacidad es de 3.000 espectadores y actualmente es el campo del North Toronto Nitros, que juega en la League1 Ontario, y del FC Vorkuta, de la Canadian Soccer League. El equipo de fútbol de la Universidad de York fueron antiguos inquilinos del estadio desde la década de 1980 hasta 1995 hasta que se construyó un campo de fútbol en el campus (ver York Stadium). El estadio es sede de muchos eventos deportivos, como fútbol canadiense, fútbol y atletismo. 
El estadio ha sido sede de la mayoría de las finales de la Canadian Soccer League de 2002, 2005, 2006, 2007, 2008 y 2014. El estadio fue construido en junio de 1984 y originalmente se llamó North York Civic Stadium. Fue rebautizado en 1988 en honor a la exconcejala de la ciudad de North York, Esther Shiner. En 2004, el estadio fue cerrado por remodelación y reabierto el 15 de septiembre de 2005 con una nueva superficie de juego artificial y una pista de atletismo